# Uusi Nainen
Uusi Nainen, traduzido para o português como Nova Mulher, foi uma revista finlandesa opinativa de cunho político que circulou entre 1945 e 2008. Era baseada em Helsinque, e publicada mensalmente pela Liga Democrática das Mulheres Finlandesas e, posteriormente, pelo Kansan Uutiset.

## História
Foi fundada em 1945 pela Liga Democrática das Mulheres Finlandesas, que deteve os direitos de publicação até 1990. No primeiro semestre de 1977, a revista obteve o ápice de circulação com quase oitenta mil exemplares. Foi considerada na época a sexta maior revista feminina do país, atrás somente de Kotiliesi, Anna, Jaana, Me Naiset e Eeva. Ainda em 1977, conquistou o Prêmio Estadual de Informação Pública e se tornou a primeira revista feminina a ser condecorada com o prêmio.
Foi vendida durante a década de 1980 para o jornal Kansan Uutiset; contudo, conflitos internos fizeram com que a equipe editorial da revista continuasse a colaborar com a Liga Democrática das Mulheres Finlandesas. Sua decadência ocorreu na década de 2000. De 2003 a 2008, apenas sete edições foram publicadas.